# Кошерніца (Флорештський район)
Кошерніца (рум. Coșernița) — село у Флорештському районі Молдови. Утворює окрему комуну.

## Населення
За даними перепису населення 2004 року у селі проживали 1859 осіб.
Національний склад населення села:
| Національність       | Кількість осіб | Відсоток   |
| -------------------- | -------------- | ---------- |
| молдавани румуни     | 1823 18        | 98,1% 1,0% |
| росіяни              | 9              | 0,5%       |
| українці             | 5              | 0,3%       |
| болгари              | 2              | 0,1%       |
| поляки               | 1              | 0,1%       |
| інша / без відповіді | 1              | 0,1%       |
| Всього               | 1859           | 100%       |